# Amorphinopsis sacciformis
Amorphinopsis sacciformis är en svampdjursart som först beskrevs av Thiele 1900.  Amorphinopsis sacciformis ingår i släktet Amorphinopsis och familjen Halichondriidae.
Artens utbredningsområde är havet kring Indonesien. Inga underarter finns listade i Catalogue of Life.